# Exoprosopa convexa
Exoprosopa convexa är en tvåvingeart som först beskrevs av Walker 1857.  Exoprosopa convexa ingår i släktet Exoprosopa och familjen svävflugor. Inga underarter finns listade i Catalogue of Life.